# Parauacu-branco
Pithecia albicans é uma espécie de parauaçu, um Macaco do Novo Mundo, da família Pitheciidae e subfamília Pitheciinae. É endêmico do Brasil.